# 아쿠아마린 (영화)
《아쿠아마린》(영어: Aquamarine)은 미국과 오스트레일리아에서 제작된 엘리자베스 앨런 감독의 2006년 10대 판타지 로맨틱 코미디 영화이다. 앨리스 호프먼이 2001년에 펴낸 동명 소설에 느슨하게 기초하였다. 에마 로버츠, 조조, 세라 팩스턴 등이 출연하였고, 수전 카트소니스가 제작하였다. 이 영화는 2006년 3월 3일 미국에서 20세기 폭스에 의해 개봉되었다.
에마 로버츠가 2007년 제28회 젊은 예술가상 영화 부문 여우조연상을 수상하였다.

## 줄거리
절친 클레어와 헤일리는 탬파 근처 베이브리지 작은 마을에서 여름 방학을 보내고 있다. 두 소녀는 헤일리가 해양 생물학자 어머니를 따라 오스트레일리아로 가게 되어 곧 헤어져야 하는 현실을 힘들어한다.
어느 날 밤 비바람이 심하게 풀자 둘은 장난 반 진심 반으로 허리케인의 신에게 기적이 일어나 헤일리 어머니가 마음을 바꾸게 해달라고 빈다. 다음 날 둘은 인근 수영장에서 폭풍에 밀려온 인어 아콰마린을 발견한다. 아콰마린은 낮 동안에는 꼬리를 다리로 바꿀 수 있지만 몸에 물이 닿거나 해가 지면 다시 인어로 돌아간다.
아콰마린은 아버지가 강요하는 중매결혼을 피해 가출했으며, 약혼을 깨려면 3일 안에 아버지에게 진정한 사랑이 존재함을 증명해야만 한다. 아콰마린이 노리는 건 다름 아닌 클레어와 헤일리가 오래 짝사랑해온 인명 구조원 레이먼드. 이 때문에 두 소녀는 도와주기를 망설인다. 하지만 인어를 도우면 소원이 하나 이루어진다는 얘기에 헤일리가 이민을 가지 않게 해달라는 소원을 빌기 위해 아콰마린을 돕기로 한다.
하지만 기상학자의 딸 서실리아가 훼방을 놓으려고 하는데...

## 출연진
- 세라 팩스턴 - 아콰마린 역
- 에마 로버츠 - 클레어 브라운 역
- 조애나 "조조" 러벡 - 헤일리 로저스 역
- 제이크 맥도먼 - 레이먼드 역
- 애리엘 케블 - 서실리아 뱅크스 역
- 클로디아 카번 - 지니 로저스 역
- 브루스 스펜스 - 레너드 역
- 태민 서속 - 마저리 역
- 숀 미칼러프 - 스톰 뱅크스 역
- 디천 래크먼 - 베스 역
- 링컨 루이스 - 시오 역
- 줄리아 블레이크 - 매기 할머니 역
- 로이 빌링 - 밥 할아버지 역

## 기타 제작진
- 공동 제작: 스티븐 R. 맥글로선
- 배역: 크리스천 캐플런
- 미술: 넬슨 코츠
- 의상: 샐리 샤프